# 加来いずみ
加来 いずみ（かく いずみ、1986年10月9日 - ）は、福岡県出身の日本のローカルタレント。ハートリンクプロダクション所属。血液型A型。
大学卒業後、福岡市で保育士として働く。九州朝日放送のるり色の砂時計（略して〝るり砂〟）に出演するきっかけは、通っていた福岡アナウンススクールの講師のすすめだと
合格体験記で語っている。。以後
2年間にわたり〝るり砂〟9代目（最終）ナビゲーターとして九州、山口の各地を駆け巡った。
兄はバリトン歌手の加耒徹。

## 人物
- 趣味は散歩、サッカー観戦、音楽・映画鑑賞、旅行
- 特技はフルート、日本舞踊である[4]

## 出演番組

### テレビ
- るり色の砂時計（九州朝日放送、第9代ナビゲーター、2010年4月 - 2012年3月）
- 今日感テレビ （RKB毎日放送、占いコーナー担当）
- @らいふTV(TVQ九州放送、- 2013年3月)
- おはよう壱岐、今日もキバッチ、お買得情報 （壱岐市ケーブルテレビ、水曜と木曜の担当、2013年3月 - 2013年4月）